# Kirk Smallman
Kirkwood Terry Smallman (* 11. Februar 1936 im Los Angeles County, Kalifornien, USA) wurde als Filmproduzent und Sachbuchautor bekannt.

## Leben und Werk
Kirk Smallman erhielt seine Ausbildung am Pasadena City College, am Antioch College und an der University of Southern California, wo er in Filmwissenschaft abschloss. Danach arbeitete er als Kameramann bei der Westinghouse Broadcasting Company und später als Dozent am Pratt Institute, wo er Experimentelles Filmen lehrte.
Anfang der 1960er Jahre bat ihn die mit ihm befreundete DeeDee Halleck, die damals beruflich Schülern abends Filme zeigte, um Unterstützung, als die Schüler einen Trickfilm machen wollten. Smallman filmte sie dabei mit einer Bolex und schnitt diese Aufnahmen zusammen mit Halleck zu dem Kurzdokumentarfilm Children Make Movies. Der Erfolg dieses Films brachte Halleck eine Anstellung beim Henry Street Settlement, ebenfalls in New York, ein. Als dort Jugendliche und Senioren zusammen eine Außenwand eines noch in Bau befindlichen Gebäudes bemalen sollten (englisch mural), bekam Halleck den Auftrag, dies zu organisieren. Zusammen mit Smallman filmte sie auch dieses Projekt. Aus den Aufnahmen entstand der Film Mural on Our Street, der später für einen Oscar nominiert wurde.
Kirk Smallman machte sich in der Folge in der Undergroundszene einen Namen und war dort auch in Jurys bei Filmfestivals tätig. Beruflich wechselte er an die New School of Social Research. Er gründete mit Mark Sadan die Firma Kiva Films, in der Sadan als Präsident und Smallman als Vizepräsident agierten. Sie drehten verschiedene Filme, wie zum Beispiel “Cycle of Life”, sowie Kurzfilme für die Sesamstraße oder eine Hotelkette. 1969 erschien sein Buch Creative Film-Making, das die damals zur Verfügung stehenden Mittel zur Produktion von kostengünstigen Filmen darstellt und erklärt, wie sie anzuwenden sind und was damit erzielt werden kann. Dieses Buch wurde breit rezipiert und empfohlen.
Ab 1974 war Kirk Smallman, der mittlerweile einen Doktortitel hatte, Dozent am Springfield Technical Community College in Massachusetts, war aber weiterhin bei Kiva tätig. 1988 übernahm er die Leitung des Departments für Telekommunikation und Medien, die er bis mindestens 1998 innehatte.

## Auszeichnungen
Für den Film Mural on Our Street war Kirk Smallman 1966 für einen Oscar in der Kategorie Bester Dokumentar-Kurzfilm nominiert. Der Oscar ging an Francis Thompson für To Be Alive!. Außerdem erhielt er 1965 einen CINE Golden Eagle Award für diesen Film.

## Werke
- Revolutionary Cinema: Soviet art-propaganda, 1919–1938. University of Southern California, 1960, OCLC 17448900 (englisch).
- Creative Film-Making. Collier Books, London 1969, OCLC 478736039 (englisch).